# الصحة في الكويت

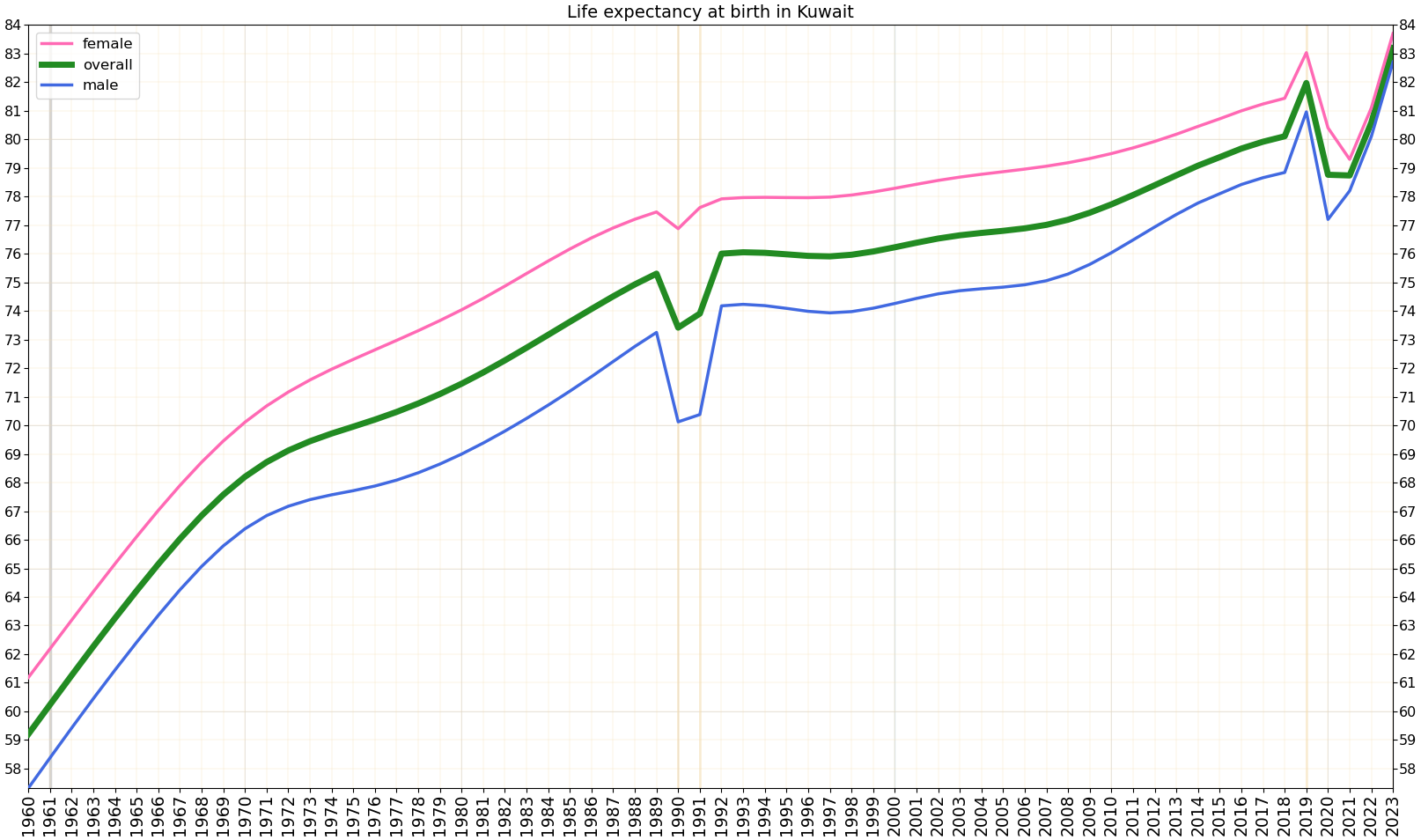
تحليل متوسط العمر المتوقع في الكويت (1961–2022).

نظام الرعاية الصحية في دولة الكويت يتميز بأنه ممول من قبل الدولة، والتي توفر العلاج لكل شخص حامل جواز سفر كويتي. وفقاً منظمة الصحة العالمية فإن متوسط العمر المتوقع للشعب الكويتي في عام 2011 بلغ 80 عاماً (الرجال 77 عاماً والنساء 82 عاماً) محتلاًِ المركز السابع العشرين على مستوى عالم.
تعتبر مشكلة السمنة مصدر قلق للنظام الصحي في الكويت. فوفقاً لمجلة فوربس، جاءت الكويت في المرتبة 8 على قائمة عام 2007، وصلت نسبة البدانة إل 74.2% من إجمالي عدد السكان. هذ الرقم الهائل انعكس على عمليات التخسيس ففي في عام 2011 بلغت العمليات 5,000 عملية. وفي تقرير أعدته مجلة ذي إيكونومست ونشرته جريدة الوطن الكويتية، توضح ارتفاع نسية السمنة بين النساء حيث احتلت الكويت المركز الثاني عالمياً بنسة 55.2%، بينما كانت نسبة السمنة بين الرجال 29.6% محتلاِ المركز العاشر على مستوى العالم.

## البنية التحتية
كجزء من رؤية الكويت 2035، تم افتتاح العديد من المستشفيات الجديدة. في السنوات التي سبقت جائحة كورونا (كوفيد-19)، استثمرت الكويت في نظام الرعاية الصحية الخاص بها بمعدل أعلى نسبيًا من معظم دول مجلس التعاون الخليجي الأخرى. ونتيجة لذلك، زاد قطاع المستشفيات العامة من طاقته الاستيعابية بشكل كبير. يوجد في الكويت حاليًا 20 مستشفى عامًا. يُعتبر مستشفى جابر الأحمد الجديد أكبر مستشفى في الشرق الأوسط. كما يوجد في الكويت 16 مستشفى خاصًا.

## قائمة المستشفيات الحكومية
- مستشفى الصباح
- مستشفى مبارك الكبير
- مستشفى جابر الأحمد
- مستشفى العدان
- مستشفى الفروانية
- المستشفى الأميري
- مستشفى الجهراء
- مستشفى جابر الأحمد للقوات المسلحة
- مستشفى الرازي للعظام
- مستشفى ابن سينا للأعصاب
- مستشفى الأمراض السارية
- مستشفى الولادة
- مستشفى الطب النفسي
- مستشفى الأمراض الصدرية
- مستشفى البحر للعيون
- مستشفى البابطين للحروق
- مستشفى زين للأنف والأذن والحنجرة
- مستشفى حسين مكي جمعة للجراحات التخصصية (السرطان)
- مستشفى الطب الطبيعي والتأهيل الصحي

## قائمة المراكز الطبية
- بنك الدم الكويتي
- مركز دسمان لأبحاث وعلاج أمراض السكر
- الهلال الأحمر الكويتي
- مركز حامد العيسى لزراعة الأعضاء
- مركز أسعد الحمد للأمراض الجلدية
- مركز الراشد لأمراض الحساسية
- مركز شيخان الفارسي للروماتيزم
- مركز الطب الإسلامي
- مركز الشيخ سالم العلي للنطق والسمع
- مركز ثنيان الغانم لأمراض الجهاز الهضمي
- مركز الأمراض الوراثية

## التحديات

معدل انتشار السمنة بين السكان البالغين في أعلى الدول (2016)، الكويت لديها تاسع أعلى معدل في العالم.

### السمنة
تُعدّ السمنة مصدر قلق صحي متزايد في الكويت. ووفقًا لمجلة فوربس، احتلت الكويت المرتبة الثامنة في قائمة عام 2007 لأكثر الدول بدانة، حيث يعاني حوالي 74.2% من إجمالي سكان الكويت من وزن غير صحي. في عام 2011، بلغ عدد عمليات علاج السمنة في الكويت 5000 عملية.
من عام 1980 إلى عام 1993، ارتفعت نسبة الأفراد الذين تتراوح أعمارهم بين 18 و29 عامًا والذين يعانون من زيادة الوزن من 30.6% إلى 54.4%، وزادت نسبة من يعانون من زيادة الوزن من 12.8% إلى 24.6%. في عام 2000، ثبت أن 30% من الأولاد و31.8% من البنات بين الأطفال الذين تتراوح أعمارهم بين 10 و14 عامًا يعانون من زيادة الوزن. ووفقًا لمركز دسمان لأبحاث وعلاج مرض السكري، فإن 15% من السكان البالغين مصابون بمرض السكري، مع إصابة 50% من البالغين فوق سن 45 عامًا بهذا المرض. أصيب 22 من كل 100 طفل بمرض السكري نتيجة لوزن غير صحي.
تنتشر الإعلانات عن الوجبات السريعة غير الصحية، وتبيع بعض المدارس الحلوى والشوكولاتة والمشروبات الغازية لطلابها. وعلى وجه التحديد في الجامعات الكويتية، تشمل العوامل الأخرى تناول الطعام بين الوجبات، والحالة الاجتماعية، وهيمنة الذكور على الرياضة.

### التدخين
يعد التدخين أحد أهم المشاكل الصحية في الكويت. صدر قانون رقم 15 لعام 1995 يحظر التدخين في الأماكن العامة، ولكنه لم يُطبّق بصرامة. وفي عام 2015، صدرت لوائح جديدة تحظر التدخين في الأماكن العامة المغلقة. ويُعتبر التدخين أثناء القيادة أحد الأسباب الرئيسية للحوادث وفقاً للاحصائيات. وفي عام 2015، نظرت الإدارة العامة للمرور في تطبيق القانون الذي يحظر على السائقين التدخين داخل سياراتهم أثناء القيادة.

## إحصاءات وأرقام
- مجموع السكان حسب إحصاء 2010: 3,582,054 شخص.
- النمو السكاني لعام 2012: 3.95 (الرابع عالمياً حسب البنك الدولي).
- مجموع النفقات الصحية للفرد لعام 2011: 1,309 دولار أمريكي.[21]
- مجموع النفقات الصحية كنسبة مئوية من الناتج القومي الإجمالي لعام 2011: 2.7%.[22]
- متوسط العمر المتوقع لإجمالي السكان: 80 سنة.
  - متوسط عمر الرجال: 77 سنة.
  - متوسط عمر النساء: 82 سنة.
- معدل المواليد لكل 1000 شخص: 18 (104 عالمياً حسب البنك الدولي).
- معدل الوفيات لكل 1000 شخص: 1.8 (234 عالمياً حسب منظمة التعاون الاقتصادي والتنمية).
- حسب معدل وفيات الأطفال لكل 1000 ولادة حية: 7.68 (165 عالمياً حسب كتاب حقائق العالم الصادر من وكالة المخابرات المركزية).